# Festina

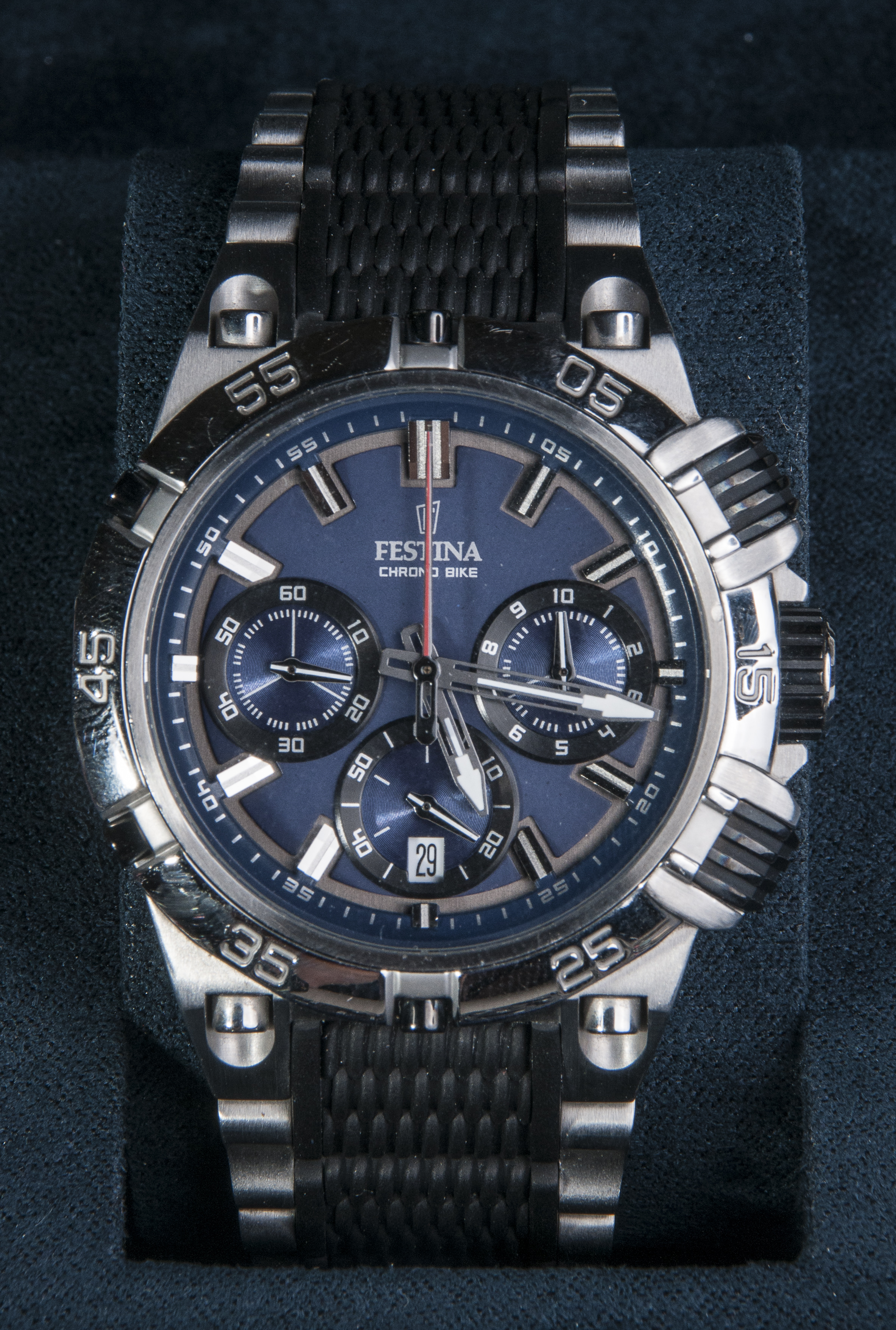
Festina Modell Tour de France 2014

Die Festina Group ist ein in Spanien ansässiger Uhrenhersteller mit Sitz in Madrid und Logistikzentrum in Barcelona. Die Marke Festina wurde im Jahre 1902 in der Schweiz gegründet. Das Unternehmen mit weltweit 2000 Mitarbeitern verkauft jährlich rund 5 Millionen Uhren.

## Geschichte

### Festina
Die Geschichte des Uhrenherstellers Festina reicht bis in das Jahr 1902 zurück. In diesem Jahr wurde in einer Schweizer Uhrenmanufaktur in La Chaux-de-Fonds erstmals der Leitspruch „Festina lente“ (Eile mit Weile) auf das Zifferblatt einer Uhr geschrieben. Dieser Leitspruch wurde zeitgleich Markenname der Manufaktur.
Im Jahr 1935 übergab die Gründungsfamilie Festina an den Unternehmer Willy Burkhard von Wilhelm, der die Firma bis 1975 leitete, ehe sie von George Uhlmann übernommen wurde.

### Festina Group

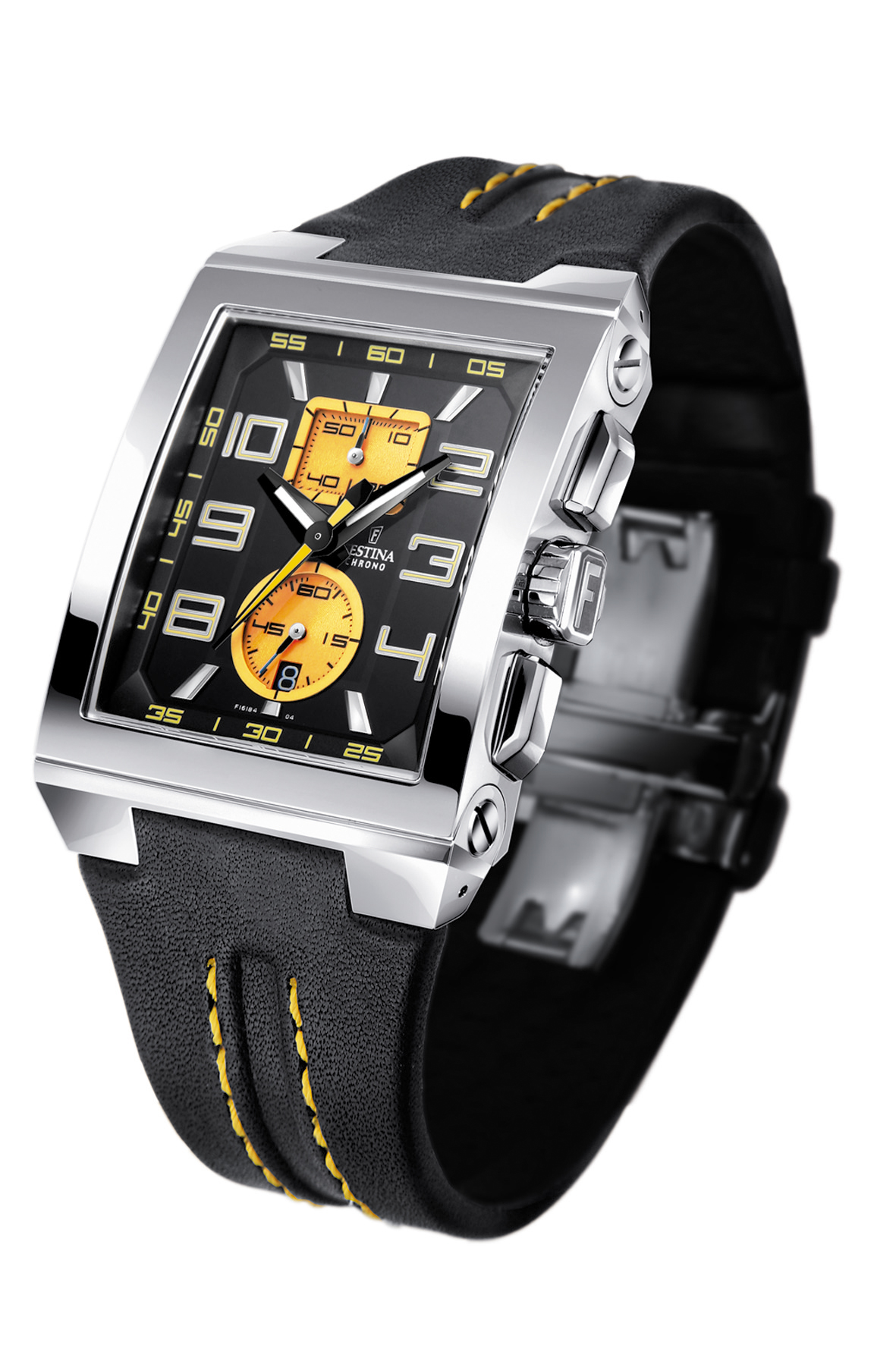
Festina-Armbanduhr F16184-4

Im Jahr 1980 wurde durch die Gründung der Uhrenmarke Lotus durch den Spanier Miguel Rodríguez der Grundstein der heutigen Festina-Gruppe gelegt. Rodríguez übernahm 1984 die Marke Festina und die Festina-Lotus Group entstand. Im Jahr 1989 wurde die 1938 gegründete Schweizer Luxusmarke Jaguar sowie 2002 die ebenfalls schweizerische Uhrenmarke Candino übernommen.
1996 führte Festina unter der Bezeichnung Mecaquartz Uhren mit einer Kombination aus einem Quarzuhrwerk und einer der Stromerzeugung dienenden mechanischen Komponente ein. Ein ähnliches Konzept wurde bereits zuvor von dem japanischen Uhrenhersteller Seiko unter der Bezeichnung Kinetic System verfolgt.
Ab 1988 stieg der Uhrenhersteller in das Profi-Radgeschäft ein und gründete das Radsportteam Festina, das 1994 die Mannschaftswertung der Tour de France gewann. 1998 kam es jedoch zum Eklat, als das Radteam aufgrund positiver Dopingtests von der Tour ausgeschlossen wurde. Im selben Jahr wurde Festina offizieller Zeitnehmer der Tour de France, des Giro d’Italia und der Vuelta a España. Im Jahr 2015 war die Firma in 91 Ländern vertreten. Laut eigenen Angaben gehörte Festina 2004 zu den zehn erfolgreichsten Uhrenmarken in Deutschland.
In der Spielzeit 2005/06 war der Uhrenhersteller Hauptsponsor des deutschen Fußballvereins TSV 1860 München.

## Marken
Der Festina Group gehören neben zwei Schmuckmarken (Lotus Style und Lotus Silver) die folgenden Uhrenmarken an:
- Festina
- Candino
- Lotus
- Jaguar
- Calypso
- Kronaby